# Mota (futebolista)
João Soares da Mota Neto, mais conhecido como Mota (Fortaleza, 21 de novembro de 1980), é um ex- futebolista brasileiro que atuava como atacante.

## Carreira

### Inicio
Começou sua carreira no GRAB (Grêmio Recreativo de Antônio Bezerra).
Foi revelado pelo Ferroviário em 1997 e, logo em seguida, foi para o Ceará. Teve no elenco do Mallorca da Espanha por empréstimo, mas voltou ao Ceará. Ao todo, marcou 90 gols pelo time cearense.
Em 2003, sagrou-se Campeão Brasileiro jogando pelo Cruzeiro, sendo um dos destaques do time, mesmo sendo reserva. Jogou 37 partidas no Campeonato Brasileiro daquele ano e marcou 16 gols. Fez parte do grupo que conquistou a "tríplice coroa" pelo time mineiro e ao todo fez 28 gols com a camisa azul em apenas 1 ano.
No ano seguinte transferiu-se para o Chunnam Dragons, o jogador ainda teve uma passagem pelo Sporting de Lisboa, mas retornou ao time coreano, Seongnam Ilhwa.
Em 26 de julho de 2009, assinou com o Ceará até o final da temporada. Subiu com o Ceará para a Série A do Campeonato Brasileiro, sendo um dos principais jogadores no acesso do clube, com 5 gols em 16 jogos. Uma curiosidade é que quando voltou para o Ceará se disse torcedor de carteirinha e virou sócio do clube. Logo depois voltou para o Pohang Steelers, clube da Coreia do Sul.
No dia 3 de janeiro de 2012, acertou novamente com Ceará, onde ele é ídolo e querido pelos alvinegros.
Após ser especulado em vários times do Brasil, o mandatário alvinegro, Evandro Leitão anunciou no dia 26 de fevereiro, a renovação do contrato com Mota até dezembro de 2013. Anunciou sua saída do Alvinegro, antes do jogo diante o Joinville, que podia garantir o acesso do Ceará, o vozão acabou perdendo, e Mota, ídolo-torcedor, saiu bastante triste, e anunciou, que não jogaria mais pelo Ceará. Foram 44 gols em 93 jogos na terceira passagem do atacante pelo clube do coração. Ao todo, conquistou cinco títulos estaduais pelo clube - 1997, 1998, 2002, 2003, 2012 e 2013 - 181 partidas e marcou 89 gols, sendo um dos maiores artilheiro da história.
Algum tempo depois ouve uma conversa com o Ceará ao qual não ouve um acordo entre as partes.
Mota acertou com Bragantino em agosto de 2014. Disputou a Série B do Campeonato Brasileiro e a Copa do Brasil, marcando 2 gols em 17 partidas.
Após ficar 2 anos afastado do futebol, em julho de 2016, Mota voltou a treinar no campo do Uniclinic, mas sem acertar nenhum contrato com o time.
Após ficar 2 anos sem atuar em partidas oficiais, Mota retorna ao futebol e acerta com o Ferroviário, time que o revelou, para jogar o Campeonato Cearense 2017. Teve um bom rendimento, sendo titular em boa parte da campanha do Vice-Campeonato Cearense, inclusive marcando um gol decisivo na semifinal contra o Fortaleza.
Em 2018, ele renovou com o Ferroviário para a disputa do Campeonato Cearense, Copa do Nordeste, Copa do Brasil e Série D. No decorrer da temporada, Mota sofreu com lesões e o fraco rendimento que o levaram ao banco de reservas em várias partidas na temporada. Ao todo, foram 12 jogos - quatro pela Copa do Brasil, sete pelo Estadual e um na Copa do Nordeste - e marcou apenas um gol - contra o Tiradentes, pelo Estadual. Sua última partida aconteceu no dia 4 de abril, na derrota por 4 a 0 para o Atlético-MG, pela Copa do Brasil. No dia 12 de abril de 2018, o consagrado atacante entrou em comum acordo com a diretoria Coral e decidiu encerrar sua vitoriosa carreira aos 37 anos.

## Estatísticas
Até 29 de novembro de 2014.
| Clube             | Temporada         | Campeonato nacional | Campeonato nacional | Copa nacional[a] | Copa nacional[a] | Competições continentais[b] | Competições continentais[b] | Campeonatos Estaduais[c] | Campeonatos Estaduais[c] | Total | Total |
| Clube             | Temporada         | Jogos               | Gols                | Jogos            | Gols             | Jogos                       | Gols                        | Jogos                    | Gols                     | Jogos | Gols  |
| ----------------- | ----------------- | ------------------- | ------------------- | ---------------- | ---------------- | --------------------------- | --------------------------- | ------------------------ | ------------------------ | ----- | ----- |
| → Sporting        | 2004-05           | 5                   | 0                   | -                | -                | 1                           | 0                           | -                        | -                        | 6     | 0     |
| → Sporting        | Total             | 5                   | 0                   | -                | -                | 1                           | 0                           | -                        | -                        | 6     | 0     |
| Ceará             | 2009              | 16                  | 5                   | -                | -                | -                           | -                           | -                        | -                        | 16    | 5     |
| Ceará             | Total             | 16                  | 5                   | -                | -                | -                           | -                           | -                        | -                        | 16    | 5     |
| Pohang Steelers   | 2010              | 24                  | 6                   | -                | -                | 7                           | 1                           | -                        | -                        | 24    | 6     |
| Pohang Steelers   | 2011              | 28                  | 13                  | -                | -                | -                           | -                           | -                        | -                        | 35    | 14    |
| Pohang Steelers   | Total             | 52                  | 19                  | -                | -                | 7                           | 1                           | -                        | -                        | 59    | 20    |
| Ceará             | 2012              | 30                  | 13                  | 3                | 0                | -                           | -                           | 20                       | 14                       | 53    | 27    |
| Ceará             | 2013              | 24                  | 8                   | 3                | 1                | -                           | -                           | 13                       | 8                        | 40    | 17    |
| Ceará             | Total             | 54                  | 21                  | 6                | 1                | -                           | -                           | 33                       | 22                       | 93    | 44    |
| Bragantino        | 2014              | 16                  | 2                   | 1                | 0                | -                           | -                           | 0                        | 0                        | 17    | 2     |
| Bragantino        | Total             | 16                  | 2                   | 1                | 0                | -                           | -                           | 0                        | 0                        | 17    | 2     |
| Ferroviário       | 2017              | 0                   | 0                   | -                | -                | -                           | -                           | 10                       | 1                        | 10    | 1     |
| Ferroviário       | 2018              | 0                   | 0                   | -                | -                | -                           | -                           | 0                        | 0                        | 0     | 0     |
| Ferroviário       | Total             | 0                   | 0                   | -                | -                | -                           | -                           | 10                       | 1                        | 10    | 1     |
| Total na carreira | Total na carreira | 143                 | 47                  | 7                | 1                | 8                           | 1                           | 43                       | 23                       | 201   | 77    |

- a. ^ Jogos da Copa do Brasil
- b. ^ Jogos da Liga Europa, Sul-Americana, Libertadores, Liga dos Campeões Ásia
- c. ^ Jogos do Campeonato Cearense, Campeonato Mineiro

## Títulos
Ceará
- Campeonato Cearense: 1998, 2002, 2012 e 2013

Cruzeiro
- Campeonato Mineiro: 2003
- Campeonato Brasileiro: 2003
- Copa do Brasil: 2003

Seongnam Ilhwa Chunma
- Campeonato Sul-Coreano: 2006

### Outras conquistas
Ceará
- Troféu Chico Anysio: 2012

### Artilharias
- Copa dos Campeões da Ásia: 2007 (7 gols)

### Individuais
- Troféu Flávio Ponte (Oscar do Esporte Cearense de 2012): Jogador do ano[19]